# Средний Николопесковский переулок
Сре́дний Николопеско́вский переу́лок — арбатский переулок в центре Москвы между Большим и Малым Николопесковским переулками.

## Происхождение названия
До 1922 года — 2-й Малый Николопесковский переулок.
Назван по церкви Николая Чудотворца «на Песках», стоявшей здесь с XV века (разрушена в 1932 году) на месте дома № 6 на углу с Большим Николопесковским переулком в 1-й трети XVII в. и по 1932/1933 г. находилась церковь Николая Чудотворца, что на Песках (в 1915 г. там отпевали композитора А. Н. Скрябина).

## Описание
Средний Николопесковский переулок проходит с запада на восток и соединяет Большой и Малый Николопесковские.

## В культуре
Героиня фильма «Девушка без адреса» (1957 г.), Катя Иванова, живет в Москве в квартире своего деда, расположенной в Среднем Николопесковском переулке, дом 6. В реальности показанный в фильме дом, известный как доходный дом М. П. Макарова, расположен по адресу Новокузнецкая улица, дом 33, строение 1.